# Gortalovo, Plevna
Gortalovo (în bulgară Горталово) este un sat în comuna Plevna, regiunea Plevna,  Bulgaria. 

## Demografie
Componența etnică a satului Gortalovo
     Romi (16,88%)
     Bulgari (83,11%)
     Nicio identificare (0%)
     Altele (0%)
La recensământul din 2011, populația satului Gortalovo era de 154 locuitori. Din punct de vedere etnic, majoritatea locuitorilor (83,11%) erau bulgari, cu o minoritate de romi (16,88%). Pentru 0,0% din locuitori nu este cunoscută apartenența etnică.